# ユー・アー・エヴリシング
「ユー・アー・エヴリシング」（You Are Everything）は、アメリカ合衆国のボーカル・グループ、スタイリスティックスが1971年5月13日に発表した楽曲。作詞・作曲は、前シングル「ストップ・ルック・リッスン」に引き続きトム・ベルとリンダ・クリードによる。1974年には、ダイアナ・ロスとマーヴィン・ゲイのデュエットによるカヴァーがイギリスで大ヒットした。

## オリジナル・ヴァージョン
アメリカの総合アルバム・チャートBillboard Hot 100では9位、『ビルボード』のR&Bシングル・チャートでは10位に達し、1972年1月にはRIAAによって、グループ初となるゴールドディスクの認定を受けた。本作は2005年公開のアメリカ映画『リンガー! 替え玉★選手権』のサウンドトラックで使用された。

## カヴァー

### ダイアナ・ロス&マーヴィン・ゲイによるカヴァー
ダイアナ・ロスとマーヴィン・ゲイが1973年10月26日に発表したデュエット・アルバム『ダイアナ&マーヴィン』に収録された本作のカヴァーは、母国アメリカではシングル・カットされなかった。一方、イギリスでは1974年3月23日付の全英シングルチャートで初登場25位となり、最終的に12週にわたり全英トップ50入りして、最高5位を記録した。また、オランダのシングル・チャートでは7週トップ30入りし、最高13位を記録した。

### その他
- バディ・マイルス・エクスプレス（英語版） – アルバム『ブギー・ベア』（1973年）に収録[14]。
- オフコース - 1974年録音・発表のライヴ・アルバム『秋ゆく街で』において、「メドレー」の中の1曲として演奏。
- キャロリン・フランクリン – アルバム『イフ・ユー・ウォント・ミー』（1976年）に収録[14]。
- エロイーズ・ロウズ – アルバム『エロイーズ・ロウズ』（1980年）に収録[14]。
- デイヴィッド・サンボーン - アルバム『クローズ・アップ』（1988年）に収録[15]。
- ナヨビ（英語版） – アルバム『Promise Me』（1990年）に収録[14]。
- ロッド・スチュワート - アルバム『ヴァガボンド・ハート』（1991年）に収録[12]。
- キム・カーンズ - アルバム『愛のゴースト』（1991年）に収録[14]。
- デビッド・ハッセルホフ - アルバム『ユー・アー・
エヴィリシング』（1993年）に収録[14]。
- レジーナ・ベル - アルバム『フィリー』（1995年）に収録され、シングル・カットもされている[16][14]。
- コラージュ（英語版） – アルバム『Viper's Freestyle Hit Parade, Vol. 6』（1995年）に収録[14]。
- ナインティーエイト・ディグリーズ – アルバム『ナインティーエイト・ディグリーズ』（1997年）に収録[14]。
- ティモシー・B・シュミット – アルバム『フィード・ザ・ファイア』（2001年）に収録[14]。
- 小柳ゆき - カヴァー・アルバム『KOYANAGI the DISCO』（2003年）に収録[17]。
- マイケル・マクドナルド - カヴァー・アルバム『モータウン』（2003年）に収録[18]。
- 佐藤竹善 - アコースティック・ライヴ・アルバム『introducing CROSS YOUR FINGERS』（2003年）に、akikoをゲストに迎えたカヴァーを収録[19]。
- ダリル・ホール&ジョン・オーツ - カヴァー・アルバム『アワ・カインド・オブ・ソウル』（2004年）に収録[20]。
- ヴァネッサ・ウィリアムス - アルバム『エヴァーラスティング・ラヴ』（2005年）に収録[21]。
- ヒューマン・ネイチャー（英語版） – アルバム『リーチ・アウト：ザ・モータウン・レコード』（2005年）に収録[14]。
- ロザリンダ (Rosalinda) – アルバム『Feel The Love』（2000年）に収録[14]。
- ポール・スタンレーズ・ソウル・ステーション - アルバム『ナウ・アンド・ゼン』（2021年）に収録[22][14]。

## サンプリング
- ステーシー・ラティソー（英語版） - 1985年のアルバム『アイム・ノット・ザ・セイム・ガール』の収録曲「I Thought It Took A Little Time」で使用[23]。
- ポイズン・クラン（英語版） - 1991年の曲「In My Nature」（1999年のベストアルバム『The Best of JT Money & Poison Clan』収録）で使用[23]。
- Rumpletilskinz - 1993年のアルバム『What is a Rumpletilskin?』の収録曲「Sweet Therapy」で使用[23]。
- ゲットー・マフィア（英語版） - 1994年のアルバム『Draw the Line』の収録曲「Facts of Life」で使用。
- グランドプーバ（英語版） - 1995年のアルバム『2000』の収録曲「I Like It (I Wanna Be Where You Are)」で使用[23]。
- ダ・ヤングスタズ（英語版） - 1995年のアルバム『I'll Make U Famous』の収録曲「U R Everything」で使用[23]。
- チノ・エックスエル（英語版） - 1996年のシングル「Kreep」（アルバム『Here to Save You All』収録）で使用。
- ジニュワイン - 1996年のアルバム『Ginuwine... the Bachelor』の収録曲「Lonely Daze」で使用[23]。
- カラー・ミー・バッド（英語版） – 1996年のアルバム『Now & Forever』の収録曲「Someone’s Missing Love」で使用[23]。
- メアリー・J.ブライジ - 1997年のシングル「エヴリシング」（アルバム『シェア・マイ・ワールド』収録）で使用[24][25][26]。
- デボラ・コックス（英語版） - 1997年のシングル「Things Just Ain’t the Same」（サウンドトラック『ランナウェイ』、『ワン・ウィッシュ』収録）で使用[23]。
- リル・シーズ（英語版） - 1999年のアルバム『The Wonderful World of Cease A Leo』の収録曲「Everything」で使用[23]。
- Conejo - 1999年のアルバム『City of Angels』の収録曲「The Fallen Reign」で使用[23]。
- ジェニファー・ロペス - 2002年のアルバム『ディス・イズ・ミー…ゼン』の収録曲「ザ・ワン」で使用[27][23]。
- イェンス・レークマン（英語版） - 2004年のEP『Rocky Dennis in Heaven』の曲「Rocky Dennis’ Farewell Song (to the Blind Girl)」（2005年のアルバム『Oh You're So Silent Jens』収録）で使用[23]。
- White Boy - 2004年のアルバム『No Gray Area』の収録曲「Its Alright」で使用。
- ニヴェア（英語版） - 2005年のアルバム『Complicated』の収録曲「I Can’t Mess With You」で使用[23]。
- ラトーヤ・ラケット（英語版） - 2006年のシングル「Torn」（アルバム『ラトーヤ』収録）で使用[23]。
- ミラ J （英語版） - 2006年のアルバム『Split Personality』の収録曲「Complete」で使用[23]。
- クレイグ・デイヴィッド – 2007年のアルバム『トラスト・ミー』の収録曲「カインダ・ガール・フォー・ミー」で使用[28][23]。
- ジョー – 2007年のアルバム『Ain't Nothin' Like Me』の収録曲「Life Of The Party」で[23]。
- アッシャー feat. リル・ウェイン&ビヨンセ - 2008年のシングル「ラヴ・イン・ディス・クラブ・パートII」（アルバム『ヒア・アイ・スタンド』収録）で使用[29][23]。
- YU-A - 2009年のアルバム『You Are My Love』の収録曲「大好きだから」で使用[30]。
- チャイルディッシュ・ガンビーノ - 2010年のミックステープ『Culdesac』の収録曲「Put It In My Video」で使用[23]。
- Z・ロー - 2011年のアルバム『Meth』の収録曲「Happy Alone」で使用[23]。
- エコ・フレッシュ（英語版） - 2013年のアルバム『Eksodus』の収録曲「Alte Zeit」で使用[23]。
- Saba（英語版） - 2022年のアルバム『Few Good Things』の収録曲「Come My Way」で使用[23]。

## 参考資料
- 『愛がすべて～ヴェリー・ベスト&モア』スタイリスティックス、ビクターエンタテインメント、2006年12月16日。VICP-63673。
- 『The Very Best Of The Stylistics』スタイリスティックス、Spectrum Audio・Universal Music、2013年2月18日。5342151。 輸入盤
- シェア・マイ・ワールド (ライナーノーツ). メアリー・J. ブライジ. ユニバーサル・ミュージック株式会社. 2015. UICY-77599.{{cite AV media notes}}:  CS1メンテナンス: cite AV media (notes) のothers (カテゴリ) - 限定盤
- バラッズ (ライナーノーツ). メアリー・J. ブライジ. ユニバーサル・ミュージック株式会社. 2000. UICC-1009.{{cite AV media notes}}:  CS1メンテナンス: cite AV media (notes) のothers (カテゴリ)